# Anamaría Font
Anamaría Font Villarroel (Anaco, 29 de setembre de 1959) és una física teòrica veneçolana i professora de la Universitat Central de Veneçuela (UCV). La seva recerca s'ha centrat en models sobre els components primordials de la matèria en el context de la teoria de cordes.
Font ha contribuït al desenvolupament de la compactació dimensional de Calabi-Yau i va introduir el concepte de dualitat-S a la teoria de supercordes, contribuint a la segona revolució de les supercordes. El 2023, va ser inclosa a la llista de 100 Women de la BBC.

## Primers anys i educació
Anamaría Font Villarroel va néixer a Anaco, Veneçuela. Va obtenir la seva llicenciatura en física, Cum Laude el 1980 a la Universitat Simón Bolívar, a Caracas, Veneçuela.

## Carrera acadèmica
Font va rebre un doctorat a la Universitat de Texas a Austin el 1987, sota la supervisió d'Austin Gleeson. La seva tesi doctoral es va titular Four-Dimensional Supergravity Theories Arising from Superstrings (Teories de la supergraventat en quatre dimensions que sorgeixen de les supercordes). Mentre feia el seu doctorat, va rebre classes del físic premi Nobel Steven Weinberg. Després de completar el seu doctorat, es va traslladar a França per treballar com a becària postdoctoral al Laboratori de Física de Partícules d'Annecy-le-Vieux (LAPP). Des de 1989, és professora de física a la Universidad Central de Veneçuela a Caracas, Veneçuela. També va ser professora visitant al Centre Arnold Sommerfeld de física teòrica a Munic, Alemanya.
El seu article titulat "Dualitat d'acoblament fort-feble i efectes no perturbadors en la teoria de cordes" va tenir una gran influència en la segona revolució de les supercordes el 1995. Va ser en aquest article on es va utilitzar per primera vegada el terme dualitat-S en aquest context.
El 2013, Font va ser elegida membre de l'Acadèmia Mundial de Ciències (TWAS) per a l'avenç de la ciència als països en desenvolupament.
Font ha participat activament en projectes relacionats amb l'educació en física i matemàtiques a Veneçuela i altres països. El juliol de 2018, la revista Physics Today va publicar una entrevista a Font sobre l'estat de la ciència a Veneçuela. La base de dades de publicacions INSPIRE-HEP va incloure tres de les seves notòries publicacions a la seva base de dades.
És membre de l'Organització de Dones a la Ciència per al Món en Desenvolupament (OWSD).
Font també és investigador associada de l'IFT (Institut de Física Teórica) de Severo Ochoa.

## Honors i premis
L'any 1991, Font va ser guardonada amb el Premi de Ciència Lorenzo Mendoza Fleury. Atorgat per la indústria privada nacional del país, el premi reconeix la tasca dels científics veneçolans, i és el premi científic més important de Veneçuela.
El 1998 va ser guardonada, juntament amb Fernando Quevedo, al Premi ICTP en el camp de la Física d'Altes Energies (en honor a Chen Ning Yang).
L'any 2023, Font va rebre el premi L'Oréal-UNESCO per a les dones i la ciència, en representació d'Amèrica Llatina.
El novembre de 2023, Font va ser nomenada a la llista de 100 Women de la BBC.